# Sympycnus diversipes
Sympycnus diversipes är en tvåvingeart som beskrevs av Van Duzee 1930. Sympycnus diversipes ingår i släktet Sympycnus och familjen styltflugor. Inga underarter finns listade i Catalogue of Life.